# Aranynap-díj
Az Aranynap-díjat a Day Holiday Kft. 2005-ben alapította. A Szabadalmi Hivatalnál nyilvántartott védjegy. Azzal a céllal jött létre, hogy szakmai szempontok alapján minősítse Magyarország legjobb konferencia- és wellness-szállodáit.

## A díj leírása
Az Aranynap-díj egy egész éves teljesítmény értékelésének az eredménye, amellyel a legjobb hazai konferencia- és wellness-szállodák munkáját ismeri el a díjalapító Day Holiday Kft., melynek 2017-től szakmai támogató partnere a Magyar Szállodák és Éttermek Szövetsége.
A legjobb magyarországi konferenciaszállodák az alábbi hat kategóriában nyerhetik el az Aranynap-díjat.
- Magyarország legjobb *****-os konferenciaszállodája
- Magyarország legjobb ****-os budapesti konferenciaszállodája
- Magyarország legjobb ****-os vidéki konferenciaszállodája
- Magyarország legjobb ***-os konferenciaszállodája
- Magyarország legjobb rendezvényhelyszíne

A szállodák évről évre wellness kategóriában is elnyerhetik a díjat.
- Magyarország legjobb wellness-szállodája

Az Aranynap díjkiosztóra minden év tavaszán kerül sor.
A díjak Botos Péter képzőművész – Ferenczy Noémi-díjas üvegművész – alkotásai.

## Az Aranynap-díjat elnyert szállodák

### Aranynap-díj 2024
- Magyarország legjobb háromcsillagos konferenciaszállodája 2024-ben Rosinante Stílusos Vidéki Fogadó***
- Magyarország legjobb vidéki négycsillagos konferenciaszállodája 2024-ben Grand Hotel Esztergom
- Magyarország legjobb budapesti négycsillagos konferenciaszállodája 2024-ben Ensana Thermal Margitsziget
- Magyarország legjobb ötcsillagos konferenciaszállodája 2024-ben Anna Grand Hotel
- Magyarország legjobb wellness-szállodája 2024-ben Kenese Bay Garden Resort & Conference
- Magyarország legjobb rendezvényhelyszíne 2024-ben Haris Park

### Aranynap-díj 2023
- Magyarország legjobb háromcsillagos konferenciaszállodája 2023-ban Varga Tanya Hotel, Konferencia és Szabadidő Központ
- Magyarország legjobb vidéki négycsillagos konferenciaszállodája 2023-ban Hotel Ózon & Luxury Villas****superior
- Magyarország legjobb budapesti négycsillagos konferenciaszállodája 2023-ban Novotel Budapest Centrum
- Magyarország legjobb ötcsillagos konferenciaszállodája 2023-ban LUA***** Resort Balatonfüred
- Magyarország legjobb wellness-szállodája 2023-ban Hunguest BÁL Resort
- Magyarország legjobb rendezvényhelyszíne 2023-ban Millennium Kávéház és Étterem

### Aranynap-díj 2019
- Magyarország legjobb háromcsillagos konferenciaszállodája 2019-ben a Tündérkert Hotel Noszvaj
- Magyarország legjobb négycsillagos vidéki konferenciaszállodája 2019-ben a Vital Hotel Nautis****superior
- Magyarország legjobb négycsillagos budapesti konferenciaszállodája 2019-ben a Mercure Budapest Castle Hill
- Magyarország legjobb ötcsillagos konferenciaszállodája 2019-ben a Hilton Budapest
- Magyarország legígéretesebb 2019-ben megnyitott szállodája a Párisi Udvar Hotel Budapest
- Magyarország legjobb wellness-szállodája 2019-ben a Hotel Azúr Prémium*****

### Aranynap-díj 2018
- Magyarország legjobb háromcsillagos konferenciaszállodája 2018-ban a Hotel Makár Sport & Wellness
- Magyarország legjobb négycsillagos vidéki konferenciaszállodája 2018-ban az Abacus Business & Wellness Hotel
- Magyarország legjobb négycsillagos budapesti konferenciaszállodája 2018-ban a Danubius Thermal Hotel Margitsziget
- Magyarország legjobb ötcsillagos konferenciaszállodája 2018-ban a The Ritz-Carlton, Budapest
- Magyarország legígéretesebb 2018-ban megnyitott/újranyitott szállodája a Hotel Tiliana - The Hotel Unforgettable by Homoky Hotels
- Magyarország legjobb wellness-szállodája 2018-ban a Saliris Resort Spa és Konferencia Hotel

### Aranynap-díj 2017
- Magyarország legjobb háromcsillagos konferenciaszállodája 2017-ben a Varga Tanya Hotel Konferencia és Szabadidő Központ
- Magyarország legjobb négycsillagos vidéki konferenciaszállodája 2017-ben a LIFESTYLE HOTEL MÁTRA****superior
- Magyarország legjobb négycsillagos budapesti konferenciaszállodája 2017-ben a Danubius Hotel HELIA
- Magyarország legjobb ötcsillagos konferenciaszállodája 2017-ben a Corinthia Hotel Budapest
- Magyarország legígéretesebb 2018-ban megnyitott szállodája az ibis Styles Budapest Airport
- Magyarország legjobb wellness-szállodája 2017-ben a Park Inn by Radisson Zalakaros Hotel & Spa

### Aranynap-díj 2016
- Magyarország legjobb háromcsillagos konferenciaszállodája 2016-ban az ibis Styles Budapest Center
- Magyarország legjobb négycsillagos vidéki konferenciaszállodája 2016-ban a Vital Hotel Nautis****superior
- Magyarország legjobb négycsillagos budapesti konferenciaszállodája 2016-ban az Aquaworld Resort Budapest ****Superior
- Magyarország legjobb ötcsillagos konferenciaszállodája 2016-ban a Hilton Budapest
- Magyarország legígéretesebb 2016-ban megnyitott szállodája a Hotel Yacht**** Wellness & Business Siófok
- Magyarország legjobb wellness-szállodája 2016-ban a Hotel Azúr Wellness és Konferencia Szálloda

### Aranynap-díj 2015
- Magyarország legjobb ***-os konferenciaszállodája 2015-ben a Hotel Margaréta, Balatonfüred
- Magyarország legjobb ****-os vidéki konferenciaszállodája 2015-ben a Residence Ózon****superior Conference & Wellness Hotel, Mátraháza
- Magyarország legjobb ****-os budapesti konferenciaszállodája 2015-ben a Novotel Budapest Danube
- Magyarország legjobb *****-os konferenciaszállodája 2015-ben a Budapest Marriott Hotel
- Magyarország legígéretesebb 2015-ben megnyitott szállodája a Best Western Plus Lakeside Hotel, Székesfehérvár
- Magyarország legjobb wellness-szállodája 2015-ben a Hunguest Hotel Forrás****superior, Szeged

### Aranynap-díj 2014
- Magyarország legjobb háromcsillagos konferenciaszállodája 2014-ben: Tó Wellness Hotel, Bánk
- Magyarország legjobb négycsillagos budapesti konferenciaszállodája 2014-ben: Aquaworld Resort Budapest****superior
- Magyarország legjobb négycsillagos vidéki konferenciaszállodája 2014-ben: Abacus Business & Wellness Hotel****superior, Herceghalom
- Magyarország legjobb ötcsillagos konferenciaszállodája 2014-ben: Spirit Hotel Thermal Spa*****superior, Sárvár
- Magyarország legígéretesebb 2014-ben megnyitott szállodája: Ambient Hotel & AromaSPA****, Sikonda
- Magyarország legjobb budapesti wellness-szállodája 2014-ben: Continental Hotel Budapest****superior
- Magyarország legjobb vidéki wellness-szállodája 2014-ben: Vital Hotel Nautis****superior, Gárdony

### Aranynap-díj 2013
- Magyarország legjobb háromcsillagos konferenciaszállodája 2013-ban: Geréby Kúria Hotel és Lovasudvar, Lajosmizse
- Magyarország legjobb négycsillagos budapesti konferenciaszállodája 2013-ban: NH Budapest City****
- Magyarország legjobb négycsillagos vidéki konferenciaszállodája 2013-ban: Hotel Azúr****, Siófok
- Magyarország legjobb ötcsillagos konferenciaszállodája 2013-ban: Budapest Marriott Hotel
- Magyarország legígéretesebb 2013-ban megnyitott szállodája: Four Points by Sheraton Hotel és Konferenciaközpont, Kecskemét
- Magyarország legjobb budapesti wellness-szállodája 2013-ban: Danubius Health Spa Resort Margitsziget****superior
- Magyarország legjobb vidéki wellness-szállodája 2013-ban: LIFESTYLE HOTEL MÁTRA****superior, Mátraháza

### Aranynap-díj 2012
- Magyarország legjobb ***-os konferenciaszállodája 2012-ben: Rosinante Stílusos Vidéki Szálloda*** és Étterem, Szigetmonostor
- Magyarország legjobb ****-os budapesti konferenciaszállodája 2012-ben: Mercure Budapest Buda Hotel
- Magyarország legjobb ****-os vidéki konferenciaszállodája 2012-ben: Vital Hotel Nautis ****superior, Gárdony
- Magyarország legjobb *****-os konferenciaszállodája 2012-ben: Kempinski Hotel Corvinus Budapest
- Magyarország legígéretesebb 2012-ben megnyitott szállodája: ETO PARK HOTEL**** Business & Stadium, Győr
- Magyarország legjobb budapesti wellness-szállodája 2012-ben: Ramada Resort – Aquaworld Budapest
- Magyarország legjobb vidéki wellness-szállodája 2012-ben: Hotel Azúr**** Siófok

### Aranynap-díj 2011
- Magyarország legjobb ***-os konferenciaszállodája 2011-ben: Szépalma Hotel és Ménesbirtok
- Magyarország legjobb ****-os budapesti konferenciaszállodája 2011-ben: Mercure Budapest Korona
- Magyarország legjobb ****-os vidéki konferenciaszállodája 2011-ben: Velence Resort & Spa
- Magyarország legjobb *****-os konferenciaszállodája 2011-ben: Boscolo Budapest
- Magyarország legígéretesebb 2011-ben megnyitott szállodája: Greenfield Hotel Golf & Spa
- Magyarország legjobb budapesti wellness-szállodája 2011-ben: Ramada Plaza Budapest
- Magyarország legjobb vidéki wellness-szállodája 2011-ben: Danubius Health Spa Resort Hévíz

### Aranynap-díj 2010
- Magyarország legjobb budapesti wellness-szállodája 2010-ben: Danubius Hotel Margitsziget
- Magyarország legjobb vidéki wellness-szállodája 2010-ben: Velence Resort & Spa
- Magyarország legígéretesebb 2010-ben megnyitott szállodája: Hotel Residence Ózon, Mátraháza
- Magyarország legjobb ***-os konferenciaszállodája 2010-ben: Sarlóspuszta Club Hotel
- Magyarország legjobb ****-os budapesti konferenciaszállodája 2010-ben: Courtyard by Marriott Budapest City Center
- Magyarország legjobb ****-os vidéki konferenciaszállodája 2010-ben: Thermal Hotel Visegrád
- Magyarország legjobb *****-os konferenciaszállodája 2010-ben: Sofitel Budapest Chain Bridge

### Aranynap-díj 2009
- Magyarország legjobb *****-os budapesti konferenciaszállodája 2009-ben: Hilton Budapest
- Magyarország legjobb *****-os vidéki konferenciaszállodája 2009-ben: Hotel Divinus, Debrecen
- Magyarország legjobb ****-os budapesti konferenciaszállodája 2009-ben: Ramada Resort – Aquaworld Budapest
- Magyarország legjobb ****-os vidéki konferenciaszállodája 2009-ben: Hunguest Hotel Pelion, Tapolca
- Magyarország legjobb ***-os konferenciaszállodája 2009-ben: Ibis Budapest Váci Út
- Magyarország legjobb budapesti wellness-szállodája 2009-ben: Corinthia Grand Hotel Royal
- Magyarország legjobb vidéki wellness-szállodája 2009-ben: Anna Grand Hotel, Balatonfüred

### Aranynap-díj 2008
- Magyarország legjobb *****-os budapesti konferenciaszállodája 2008-ban: Hilton Budapest WestEnd
- Magyarország legjobb *****-os vidéki konferenciaszállodája 2008-ban: Spirit Hotel Thermal Spa, Sárvár
- Magyarország legjobb ****-os budapesti konferenciaszállodája 2008-ban: Novotel Budapest Centrum
- Magyarország legjobb ****-os vidéki konferenciaszállodája 2008-ban: Conference & Wellness Hotel Residence, Siófok
- Magyarország legjobb ***-os konferenciaszállodája 2008-ban: Gerébi Kúria Hotel, Lajosmizse
- Magyarország legjobb budapesti wellness-szállodája 2008-ban: Danubius Health Spa Resort Helia
- Magyarország legjobb vidéki wellness-szállodája 2008-ban: Hunguest Hotel Pelion, Tapolca

### Aranynap-díj 2007
- Magyarország legjobb *****-os budapesti konferenciaszállodája 2007-ben: Corinthia Grand Hotel Royal
- Magyarország legjobb *****-os vidéki konferenciaszállodája 2007-ben: Pólus Palace Thermal Golf Club Hotel, Göd
- Magyarország legjobb ****-os budapesti konferenciaszállodája 2007-ben: Novotel Budapest Congress and Budapest Congress & World Trade Center
- Magyarország legjobb ****-os vidéki konferenciaszállodája 2007-ben: Hotel Azúr Wellness és Konferencia Szálloda, Siófok
- Magyarország legjobb ***-os konferenciaszállodája 2007-ben: Hotel Yacht Club, Siófok
- A legjobb külföldi konferenciaszálloda 2007-ben: St. Bernardin Adriatic Resort & Convention Center, Portorož, Szlovénia
- Magyarország legjobb budapesti wellness-szállodája 2007-ben: Danubius Health Spa Resort Margitsziget
- Magyarország legjobb vidéki wellness-szállodája 2007-ben: Radisson SAS Birdland Resort & Spa, Bük

### Aranynap-díj 2006
- Magyarország legjobb *****-os budapesti konferenciaszállodája 2006-ban: Sofitel Budapest
- Magyarország legjobb *****-os vidéki konferenciaszállodája 2006-ban: Radisson SAS Birdland Resort & Spa, Bük
- Magyarország legjobb ****-os budapesti konferenciaszállodája 2006-ban: Danubius Grand Hotel Margitsziget
- Magyarország legjobb ****-os vidéki konferenciaszállodája 2006-ban: Ramada Hotel & Resort Lake Balaton, Balatonalmádi
- Magyarország legjobb ***-os konferenciaszállodája 2006-ban: Hunguest Hotel Palota, Lillafüred
- Magyarország legjobb budapesti wellness-szállodája 2006-ban: Corinthia Aquincum Hotel
- Magyarország legjobb vidéki wellness-szállodája 2006-ban: Thermal Hotel Visegrád

### Aranynap-díj 2005
- Legjobb ötcsillagos konferenciaszálloda 2005-ben: Hilton Budapest
- Legjobb budapesti négycsillagos szálloda 2005-ben: Danubius Thermal Hotel Margitsziget
- Legjobb vidéki négycsillagos szálloda 2005-ben: Hunguest Hotel Pelion, Tapolca
- Legjobb háromcsillagos szálloda 2005-ben: Hotel Aranysas, Alsóörs